# Héctor López Reboledo
Pour les articles homonymes, voir López et Reboledo (homonymie).
Héctor López Reboledo est un ancien entraîneur uruguayen de basket-ball. 

## Palmarès
- 3e des Jeux olympiques de 1956
- Champion d'Amérique du Sud 1940 et 1955
- 3e du championnat d'Amérique du Sud 1938 et 1941